# Ojisama to Neko
Ojisama to Neko (おじさまと猫 El hombre y el gato?) es un manga escrito e ilustrado por Umi Sakurai. Autoeditado como un webcomic por Sakurai antes de ser serializado por Square Enix Manga, la serie sigue a un viudo que adopta un gato no planeado.
Una serie de televisión comenzó a transmitirse el 1 de enero de 2021.

## Sinopsis
Fukumaru, un gato exótico adulto y hogareño que vive en una tienda de mascotas, es regularmente pasado por alto a la hora de la adopción ya que las personas prefieren adoptar gatitos cachorros, más pequeños y más lindos que él. Es adoptado inesperadamente por Kanda, un hombre mayor que acaba de perder a su esposa y que tiene una relación distante con sus hijos. La serie sigue la vida de Kanda y Fukumaru mientras tratan de vivir y buscar el compañerismo mutuo.

## Medios

### Manga
Ojisama to Neko fue originalmente autopublicado por Sakurai semanalmente en sus cuentas de Twitter y Pixiv. La serie también es publicada por Square Enix en sus revistas de manga Monthly Shōnen Gangan y Gangan Pixiv, y ha sido recopilada en siete volúmenes tankōbon. Hasta la fecha, la serie ha recibido más de 560 millones de visitas.
En mayo de 2019, Penguin Random House anunció que se asociaría con Square Enix para lanzar Square Enix Manga como una marca en América del Norte, con Ojisama to Neko como uno de los títulos principales de la marca. El primer volumen de la serie se publicó en inglés en febrero de 2020. En febrero de 2021, se anunció que Norma Editorial obtuvo la licencia para publicarlo en español.

#### Lista de volúmenes
| Volumen 1 | ISBN                                                     | Publicado                                                      |
| Volumen 1 | ISBN 9784757556263 ISBN 9781646090266 ISBN 9788467944259 | 22 de febrero de 2018 11 de febrero de 2020 5 de marzo de 2021 |
| |                                                          |                                                                |
| Contiene los capítulos: Ver lista - 1. «Ojisama to Neko» - 2. «Completamente solo» - 3. «El nombre del gato» - 4. «Ojisama va de compras» - 5. «Un milagro súper crujiente» - 6. «Criando un gato» - 7. «Buenas noches, Fukumaru» - 8. «Buenas noches, Ojisama» - 8.5. «El baño de Fukumaru» - 9. «Amasa, amasa, Fukumaru» - 10. «Ojisama despierta» - 11. «Fukumaru vigila la casa» - 12. «Bienvenido» - 13. «El leal gato Fukumaru» - 14. «Mi mascota es el número uno» - 15. «Fukumaru y la cosa negra» - 15.1 «Diseño tranquilizador y seguro» - 15.2 «La trampa de Fukumaru» - 15.3 «Lo que puedo ver a través de la pared transparente» - 15.4 «Tu lindo gato» - 15.5 «Mi promesa para ti» - 15.5 «Reunión y separación» - 15.6 «Con Fukumaru a mi lado» |                                                          |                                                                |

| Volumen 2 | ISBN                                                     | Publicado                                                       |
| Volumen 2 | ISBN 9784757557727 ISBN 9781646090273 ISBN 9788467945348 | 22 de noviembre de 2018 14 de julio de 2020 11 de junio de 2021 |
| |                                                          |                                                                 |
| Contiene los capítulos: Ver lista - 16. «El anillo de Ojisama» - 17. «Fukumaru y el almorejo» - 18. «Acariciar con la nariz» - 19. «Fukumaru-chan» - 20. «Estoy aquí» - 21. «Las cosas que me gustan» - 22. «Lágrimas que fluyen» - 23. «Un gato dormilón» - 24. «Estoy seguro de que te gustará» - 25. «Persiguiendo a papá» - 26. «Un paso adelante» - 27. «Ídolo de todos» - 28. «Papá por encima de todos» - 29. «Los gatos también se caen de las estanterías» - 30. «Criaturas extrañas» - 30.1. «Hermanos» - 30.2 «También me gustan los gatos» - 30.3 «Soldado guardián Fukumaru» - 30.4 - 30.5 - 30.6 |                                                          |                                                                 |

### Videojuego
En el octavo volumen del manga, se reveló que una adaptación de videojuego está en desarrollo.

### Otros medios
Se han producido cómics animados para promover el lanzamiento de las ediciones tankōbon de la serie, y cuentan con Jōji Nakata como la voz de Kanda.

## Recepción
Ojisama to Neko ha recibido reseñas positivas de los críticos. Anime UK News dio a la serie un 8 de 10, alabando la narrativa por ser conmovedor sin ser demasiado sentimental. Manga Bookshelf señaló que el libro «golpea tus emociones» y elogió la calidad de su narración.
Ojisama to Neko fue una de las series de manga en físico más vendidas en Amazon de Japón en 2018. La primera edición tankōbon japonesa de la serie debutó en la tercera posición de la lista Oricon.
En 2018, Ojisama to Neko fue uno de los mejores mangas recomendados en una encuesta de empleados de librerías japonesas. Ese mismo año, la serie fue finalista para el Gran Premio en los Next Manga Awards organizada por la revista de manga Da Vinci. Da Vinci también clasificó a Ojisama to Neko en su lista anual del «Libro del año» en 2018 y 2019. La serie también ocupó el cuarto lugar en el Comic Ranking de Pixiv de 2018 y el tercero en la elección general de Pixiv Web Manga de 2018. La edición 2019 de Kono Manga ga Sugoi! clasificó a Ojisama to Neko como la quinta mejor serie de manga para lectoras.